# Інтелектуальна система нейтралізації банкнот

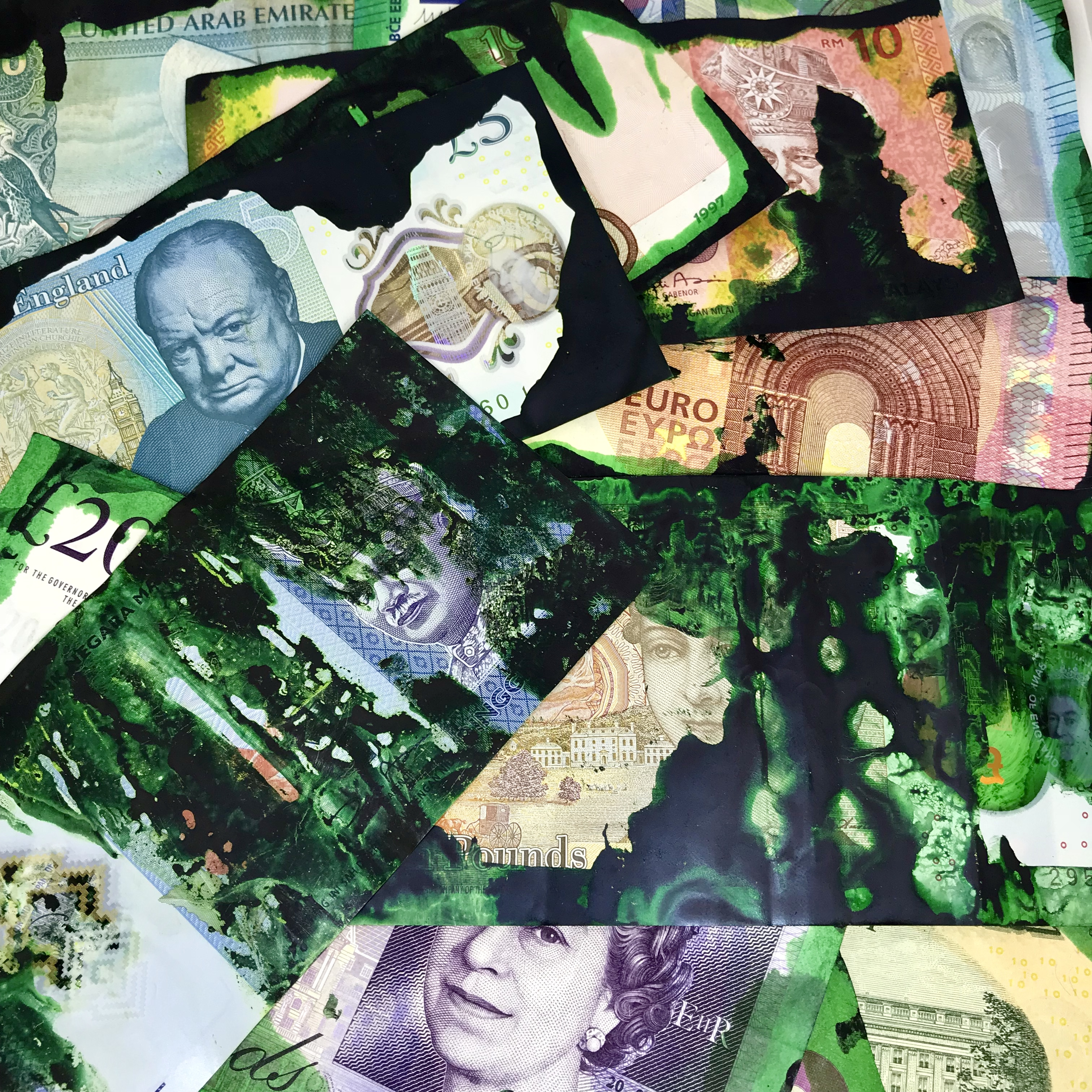
Гроші, пофарбовані перманентним чорнилом безпеки

Інтелектуальна система нейтралізації банкнот (англ. Intelligent Banknote Neutralisation System, скор. IBNS) — система безпеки, яка захищає цінні предмети, роблячи їх непридатними для використання або легко помітними, якщо несанкціонована особа намагається отримати до них доступ. Для захисту валюти від пограбувань у такий спосіб зазвичай використовують пакети з барвником; коли такий пакет виймають з банку, він виділяє незмивний барвник, який забарвлює гроші в помітний яскравий колір, що дозволяє легко розпізнати їх як викрадені. Останнім часом як альтернативний засіб деградації використовуються склеювальні речовини (клеї).
Добре нейтралізовані банкноти не можна легко повернути в обіг. Вони можуть бути пов'язані з місцем злочину, а для їх обміну у фінансовій установі існують обмежені процедури. Це робить викрадення нейтралізованих банкнот економічно невигідним і недоцільним. На додаток до запобігання крадіжкам, IBNS запобігає подальшим нападам, позбавляючи злочинців очікуваної винагороди за злочин і збільшуючи ризик бути спійманим.

## Історія
У Європі розробка інтелектуальних систем захисту цінностей почалася в 1980 році. Загальна мета полягала у створенні надійної системи для забезпечення додаткового захисту готівки, що перевозиться. Найперший прототип IBNS, що використовував кольоровий дим як нейтралізатор, був винайдений компанією Spinnaker International Ltd у 1982 році. Це дозволило використовувати дуже легкі та прості у використанні контейнери.↵ У 1990 році перший випадок використання захисного чорнила як нейтралізатора був прийнятий для використання в транспортних засобах з м'якою обшивкою.
Водночас у Швеції системи IBNS виробництва Spinnaker використовувалися в неброньованих і частково броньованих автомобілях, демонструючи, що це життєздатна альтернатива перевезенню готівки за допомогою броньованих вантажівок. Шведський ринок вирішив розвивати ящики IBNS для транспортування готівки.
У 1991 році Франція змінила свої правила, щоб дозволити використання IBNS в автомобілях із м'якою обшивкою. Французька компанія VALTIS першою впровадила таку систему для обслуговування трьох регіональних банків. У 2002 році Banque de France запровадив міжнародну процедуру обробки та обміну нейтралізованих банкнот для спеціалістів з CIT. У 2003 році Європейський центральний банк ухвалив рішення, яке визначило процес і вартість обміну нейтралізованих банкнот євро між усіма національними центральними банками в Європі. У 2005 році Банк Франції запровадив спеціальну процедуру щодо обробки заплямованих банкнот, внесених приватними особами. У 2007 році Швеція запровадила національне законодавство, яке робить використання IBNS CIT обов'язковим. Того ж року бельгійський уряд також запровадив національне законодавство, що передбачає використання IBNS для транзиту готівки.
У 2010 році Європейська комісія завершила роботу над європейським регламентом щодо гармонізації транскордонного транспортування готівки автомобільним транспортом. Використання неброньованих транспортних засобів у поєднанні з IBNS є одним із двох прийнятих методів транспортування.

## Концепція
Концепція IBNS базується на уявленні про те, що злочинці прагнуть максимізувати свою винагороду, мінімізуючи потенційну вартість злочину. Інтелектуальні системи нейтралізації банкнот усувають очікувану винагороду за злочин і збільшують ризик бути спійманим. Зменшення винагороди за злочин відбувається шляхом постійного маркування готівки як викраденої за допомогою незмивного захисного чорнила або клейкої речовини. Трасуючі речовини та маркери, додані до чорнила або адгезиву, забезпечують криміналістичні докази, що пов'язують злочинця з місцем злочину, збільшуючи ризик бути спійманим.
IBNS зосереджується на використанні технологій для захисту людей, цінностей і обладнання, зводячи до мінімуму використання зброї та бронетехніки.

## Пакет барвників

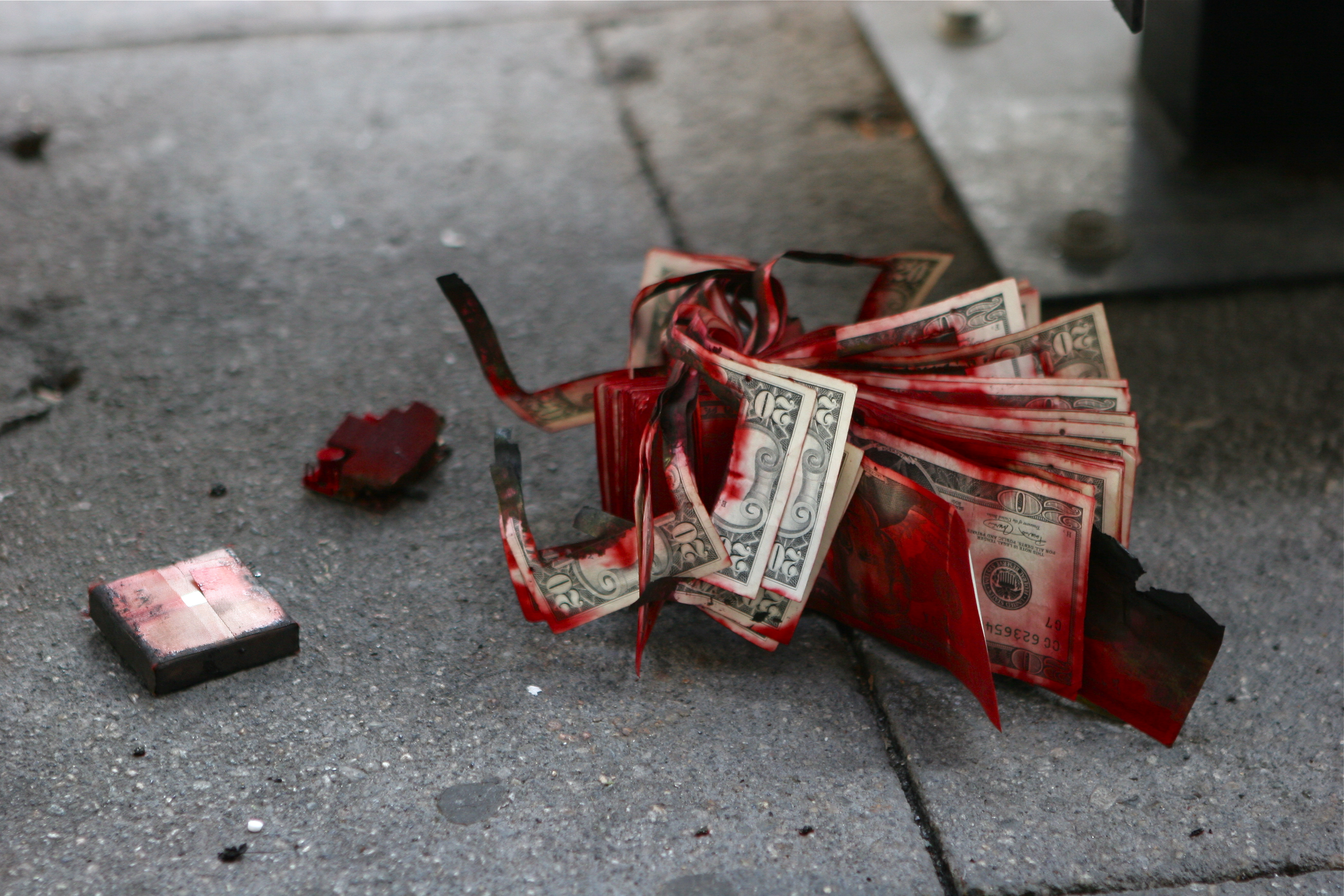
Розгорнутий пакет барвників

Пакет із барвниками — це радіокерований пристрій, який використовують банки, щоб запобігти пограбуванню, спричиняючи назавжди позначення барвником викраденої готівки незабаром після пограбування. Вони були винайдені в США в Джорджії в 1965 році. У більшості випадків упаковку з барвником поміщають у вибите місце в стопці банкнот, як правило, купюр номіналом 10 або 20 доларів. Ця купа на вигляд і на дотик схожа на справжню, але зазвичай тонко позначена таким чином, який відомий лише обраним банківським працівникам. Розробка гнучких упаковок барвників робить їх практично неможливими для виявлення особами, які працюють зі стопкою.
Пачка банкнот з барвником зазвичай зберігається поруч із магнітною пластиною на робочій станції банківського касира. За таких умов вона перебуває в режимі очікування або безпеки, доки працівник банку не зніме її з пластини й не передасть грабіжнику, внаслідок чого вона стає під охорону. Коли пачку виносять із будівлі, радіопередавач, розташований біля дверей, запускає таймер (зазвичай щонайменше на 10 секунд), після чого пачка з барвником вибухово випускає аерозоль (зазвичай дисперсного червоного 9), а іноді й сльозогінний газ. Викид має на меті позначити гроші та/або тіло грабіжника яскравою плямою, щоб їх можна було легко розпізнати як причетних до злочину. Залежно від конкретного вмісту пачки, звільнення може вивести грабіжника з ладу та/або знищити гроші. Хімічна реакція, яка спричиняє вибух пачки та вивільнення барвника, створює високу температуру близько 200 °C (400 °F), що ще більше перешкоджає злочинцю торкатися пакунка або витягувати його з сумки чи транспортного засобу для втечі. Пакети з барвниками використовуються для запобігання пограбуванням у понад 75 % банків США.

## Застосування
Технологія IBNS зазвичай використовується для захисту готівки в банкоматах, торгових закладах, торгових автоматах, а також в індустрії інкасації для захисту готівки в громадських місцях.

## Законодавство та нормативні акти
Використання IBNS зазвичай регулюється наявністю або відсутністю юридичної структури (законодавства та нормативних актів), а також правових умов, що застосовуються до приватного сектору безпеки. Нижче наведено приклади типів правового регулювання, що стосуються нейтралізації національних банкнот, які практикують національні центральні банки різних країн:
- Країни, які дозволяють використання IBNS без законодавчого чи професійного регулювання, чи інших обмежень: Австрія, Боснія, Естонія, Латвія, Литва, Нідерланди, Словенія, Швейцарія та Великобританія;
- Країни з правовим регулюванням, яке дозволяє використання IBNS за умови посилання на положення: Данія, Фінляндія, Нідерланди та Норвегія;
- Країни з правовими нормами, які дозволяють використання IBNS за технічною угодою: Бельгія, Хорватія, Франція, Німеччина, Угорщина, Ірландія, Італія, Люксембург, Португалія та Швеція;
- Країни з правовими нормами, що забороняють необмежене використання IBNS: Польща та Румунія;
- Країни, які забороняють нейтралізацію національних банкнот законодавчими нормами або внутрішніми правилами Національного центрального банку: Аргентина, Чилі, Єгипет, Індонезія, Парагвай, Філіппіни та Таїланд.